# Emmy von Rhoden

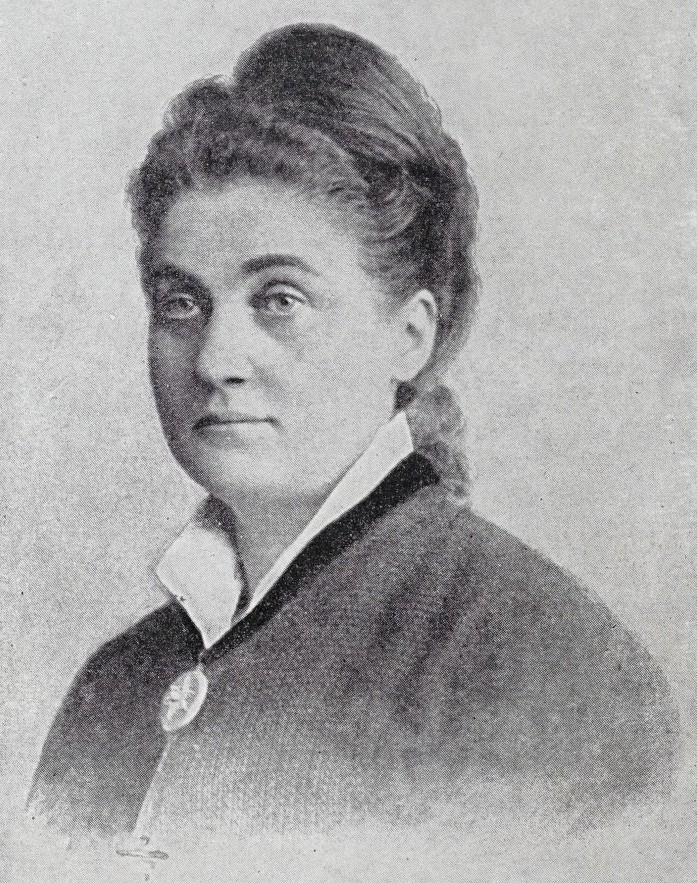
Emmy von Rhoden (ca. 1880)

Emmy von Rhoden (eigentlich Emilie Auguste Karoline Henriette Friedrich-Friedrich, geborene Kühne; * 15. November 1829 in Magdeburg; † 7. April 1885 in Dresden) war eine deutsche Schriftstellerin.

## Leben
Emilie war eine Tochter des Bankiers August Friedrich Kühne und dessen Ehefrau Henriette Friederike, geb. Rudeloff. 1854 heiratete sie mit 25 Jahren den Schriftsteller und Journalisten Hermann Friedrich Friedrich. Mit ihm hatte sie einen Sohn und eine Tochter, die spätere Schriftstellerin Else Wildhagen.
Als ihr Ehemann 1867 zum Chefredakteur der Berliner Gerichtszeitung berufen wurde, folgte sie ihm mit den Kindern in die Hauptstadt. 1872 ließ sie sich in Eisenach nieder, in den Jahren 1876 bis 1885 lebte und wirkte sie in Leipzig. Ihre letzten Lebenstage verbrachte Emmy von Rhoden in Dresden, wo sie 1885 im Alter von 55 Jahren starb. Sie wurde auf dem Neuen Annenfriedhof Dresden begraben.

## Werke

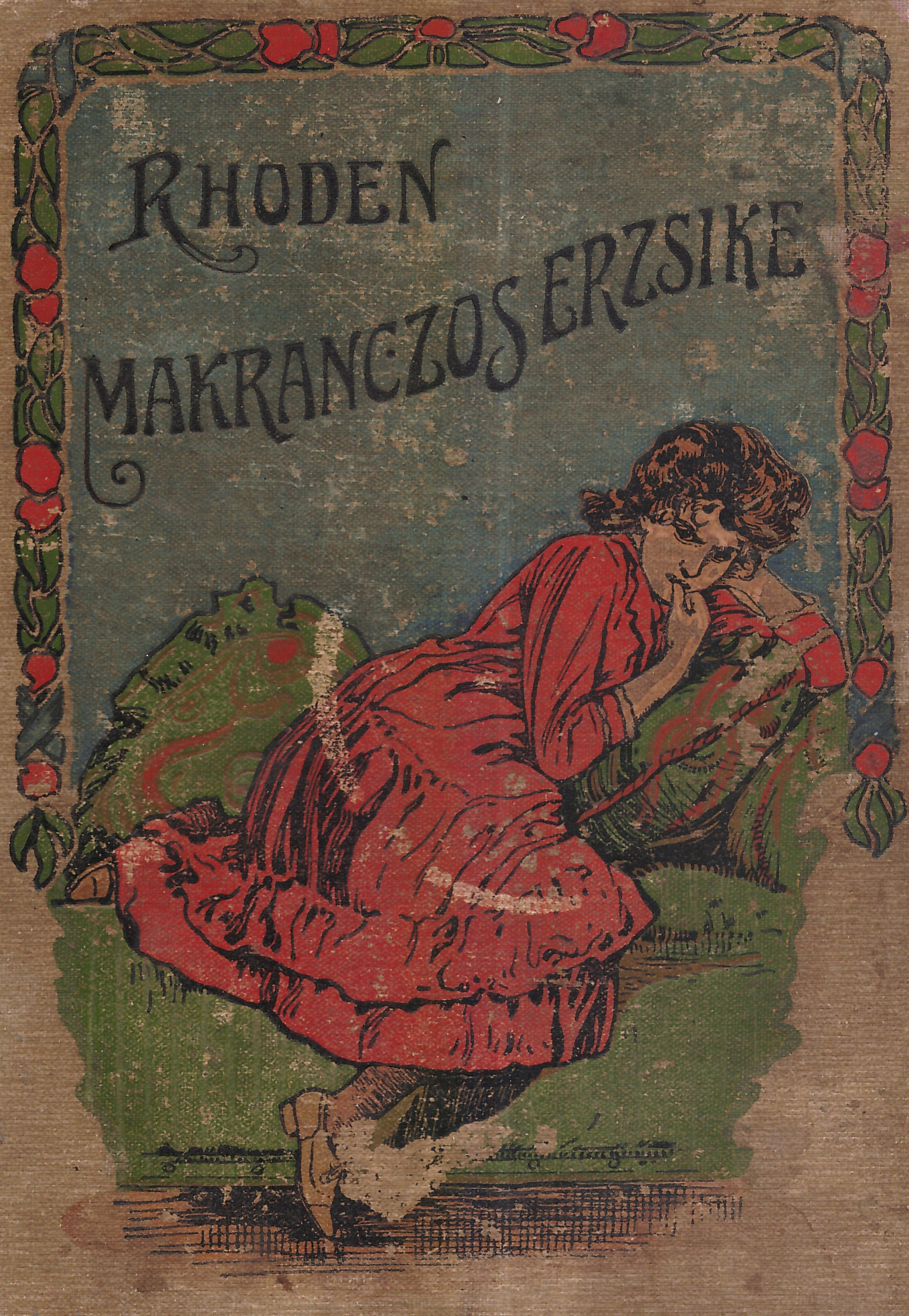
Der Trotzkopf (ungarische Ausgabe)

Rhodens literarisches Œuvre besteht zum Großteil aus Erzählungen, die im Familienbuch des österreichischen Lloyd und in der Berliner Zeitschrift Victoria veröffentlicht wurden. Daneben entstand nach langen Recherchen, u. a. an der Schule ihrer Tochter, der Roman Der Trotzkopf. Eine Pensionsgeschichte für erwachsene Mädchen. Der Stuttgarter Verleger Gustav Weise veröffentlichte ihn wenige Wochen nach ihrem Tod. Das Buch wurde ein großer Erfolg, gehörte – ähnlich den Nesthäkchen-Bänden – über Generationen als sogenannter Backfischroman zur Standard-Lektüre heranwachsender junger Mädchen und ist auch heute noch bekannt.
Aufgrund des Erfolgs verfasste Emmy von Rhodens Tochter Else Wildhagen zwei Fortsetzungen: Aus Trotzkopfs Brautzeit und Aus Trotzkopfs Ehe. Die niederländische Schriftstellerin Suze la Chapelle-Roobol (1855–1923) beendete den Trotzkopf-Zyklus schließlich mit dem Band Trotzkopf als Großmutter.
Die ersten beiden Bände der Tetralogie, Der Trotzkopf und Aus Trotzkopfs Brautzeit, bildeten 1983 die Vorlage für die achtteilige Fernsehserie Der Trotzkopf des Bayerischen Rundfunks.

## Werkliste
- Der Trotzkopf, 1883, (Digitalisat)
- Das Musikantenkind, 1883, (Neuauflage 2023, ISBN 978-3-7437-4648-0)
- Lenchen Braun, 1883, Digitalisat, (Neuauflage 2023, ISBN 978-3-7437-4665-7)